# A team
A team（エー・チーム、ハングル: 에이 팀）は、2015年に設立された韓国の芸能プロダクションである。

## 沿革
2015年、AQエンターテインメントでとして設立された。同年10月31日、男性アイドルグループ・VAVがデビュー。
2017年1月19日、音楽プロデューサーのライアン・S・ジュンがリードプロデューサーまた代表として入社した。同年5月17日、社名をAQエンタテインメントからA teamに変更。
2021年10月25日、女性アイドルグループ・bugAbooがデビュー。

## 過去の所属アーティスト

### アーティスト
- シャオ（VAV）
- ゼハン（VAV）
- ギョル（VAV）
- バロン（VAV）

### グループ
- bugAboo（2021年 - 2022年）
- VAV（2015年 - 2024年）